# Titoceres
Titoceres is een kevergeslacht uit de familie van de boktorren (Cerambycidae). De wetenschappelijke naam van het geslacht werd voor het eerst geldig gepubliceerd in 1868 door Thomson.

## Soorten
Titoceres omvat de volgende soorten:
- Titoceres arabicus (Breuning, 1962)
- Titoceres jaspideus (Audinet-Serville, 1835)